# Mijaíl Gudkov
Mijaíl Yevguénievich Gudkov (en ruso: Михаил Евгеньевич Гудков; 11 de enero de 1983-2 de julio de 2025) fue un general ruso que sirvió como subcomandante en jefe de la Armada rusa desde marzo de 2025 hasta su muerte por un ataque con misiles ucranianos. Anteriormente había ocupado el puesto de comandante de la 155.ª Brigada de Infantería Naval de la Guardia de la Flota del Pacífico. Murió por un ataque con misiles ucranianos en el óblast de Kursk durante la invasión rusa a Ucrania.

## Biografía
Gudkov nació el 11 de enero de 1983 en Novosibirsk, Rusia. Se alistó en las Fuerzas Armadas Rusas en el año 2000. Gudkov se graduó de la Escuela Superior de Mando Militar de Novosibirsk (facultad "Aplicación de Unidades de Inteligencia Militar") en 2005 y fue asignado a las Fuerzas Aerotransportadas Rusas ese mismo año. Estuvo asignado a la 83.ª Brigada Independiente de Asalto Aéreo, con sede en Ussuriysk, Krai de Primorie, y participó en operaciones militares en el Cáucaso Norte durante la Segunda Guerra de Chechenia.
Gudkov ascendió de comandante de un pelotón de paracaidistas a comandante de un batallón de asalto aéreo. Tras graduarse de la Academia de Armas Combinadas de las Fuerzas Armadas de la Federación Rusa, Gudkov fue nombrado subcomandante de la 155.ª Brigada Independiente de Infantería de Marina, perteneciente a la Flota del Pacífico, en Vladivostok, Krai de Primorie. Participó en la intervención militar rusa en Siria.

### Guerra Ruso-Ucraniana

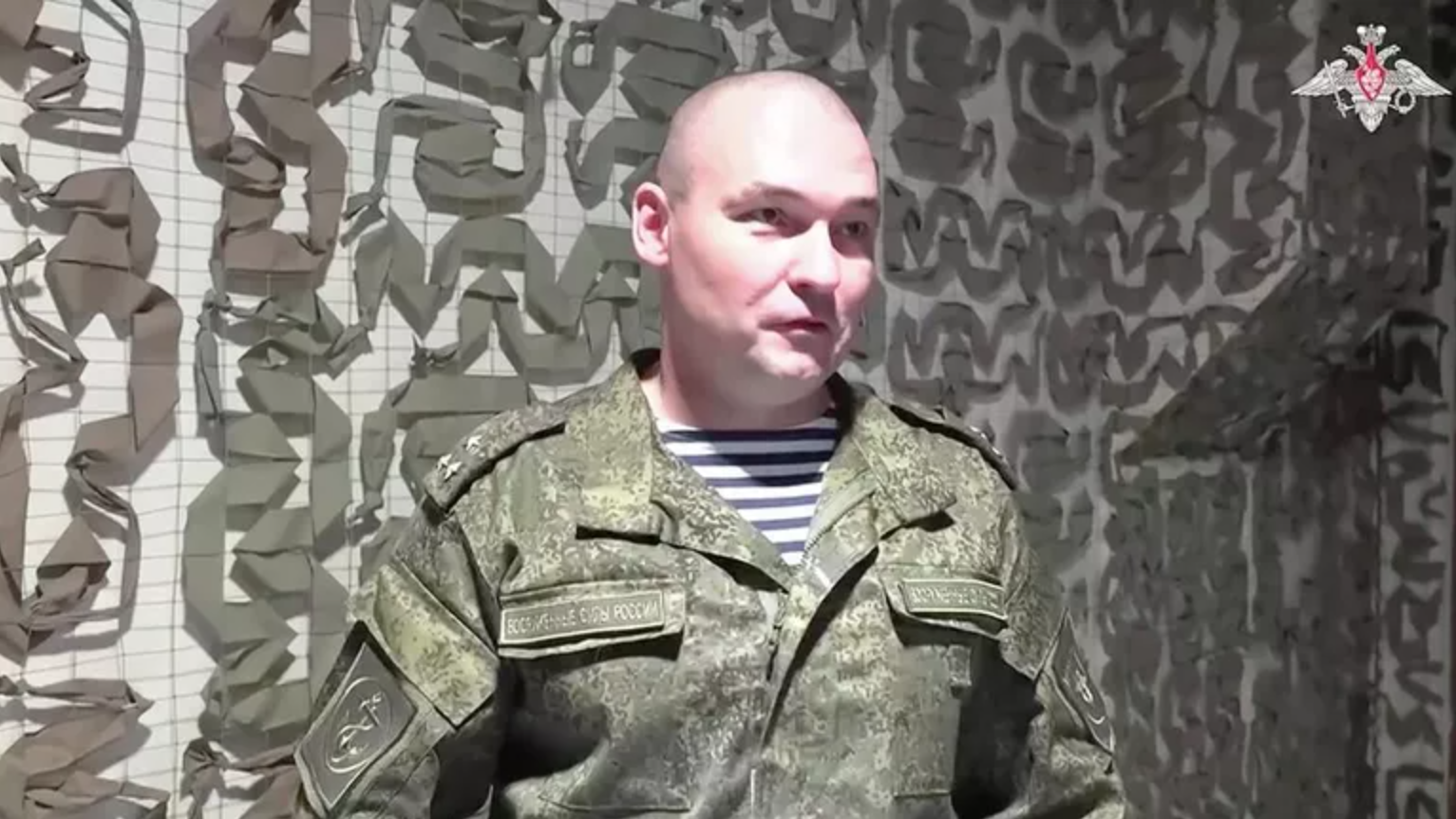
Gudkov en 2023 durante una entrevista del canal oficial del ejercito ruso

Como comandante de la 155.ª Brigada Independiente de Infantería de Marina, Gudkov participó en la invasión rusa a Ucrania a partir de 2022, durante la cual él y sus subordinados fueron acusados por las autoridades ucranianas de cometer múltiples crímenes de guerra. Recibió el título de Héroe de la Federación Rusa en 2023 y ascendió a general de división en 2024. En marzo de 2025, Gudkov fue nombrado subcomandante en jefe de la Armada Rusa. El presidente Vladímir Putin anunció el nombramiento de Gudkov en una reunión con la tripulación del submarino nuclear Arkhangelsk. Putin elogió a Gudkov en esa ocasión, afirmando que la 155.ª Brigada de Infantería de Marina bajo su mando era una unidad de élite y una de las mejores de Rusia. En su nuevo cargo, Gudkov estaba a cargo de toda la infantería naval de la Armada rusa y de todas las tropas costeras de misiles y artillería.

## Muerte
El 2 de julio de 2025, Gudkov murió en un ataque con misiles ucranianos en la región rusa de Kursk. Su muerte fue anunciada por el gobernador del Krai de Primorie, Oleg Kozhemyako, el 3 de julio. Según los canales rusos y ucranianos de Telegram, Gudkov y otros diez oficiales murieron en un ataque ucraniano contra un puesto de mando cerca de la ciudad de Korenevo, a unos 30 kilómetros de la frontera con Ucrania. El Ministerio de Defensa ruso confirmó el 3 de julio que Gudkov había muerto el día anterior durante una misión de combate en un distrito fronterizo de la región de Kursk. Fue declarado póstumamente Héroe de la Federación Rusa, convirtiéndose en la primera persona en la historia reciente en recibir el título dos veces.

## Conmemoraciónes
- En Novosibirsk, en 2024 se instaló una placa conmemorativa en el edificio del Liceo n.° 81, donde estudió Gudkov.[8]
- La 155.ª Brigada de Infantería de Marina de la Guardia Independiente de Kursk de la Flota del Pacífico, ostentando las Órdenes de Zhúkov y Suvórov, recibió el título honorífico de «Héroe de la Federación Rusa, General de División M. E. Gudkov, dos veces Héroe».[9]
- Se prevé erigir un monumento en Kursk.[10]